# Acksjön (Nyeds socken, Värmland)
Acksjön är en sjö i Karlstads kommun i Värmland och ingår i Göta älvs huvudavrinningsområde. Sjön är 13,5 meter djup, har en yta på 1,27 kvadratkilometer och är belägen 104,2 meter över havet. Sjön avvattnas av vattendraget Prostgårdsälven.
Sjön är en liten pärla i ett vackert landskap. Acksjöledenär en vacker vandringsled norr om Acksjön.

## Delavrinningsområde
Acksjön ingår i det delavrinningsområde (661609-138360) som SMHI kallar för Utloppet av Acksjön. Medelhöjden är 146 meter över havet och ytan är 6,4 kvadratkilometer. Det finns ett avrinningsområde uppströms, och räknas det in blir den ackumulerade arean 49,79 kvadratkilometer. Prostgårdsälven som avvattnar avrinningsområdet har biflödesordning 3, vilket innebär att vattnet flödar genom totalt 3 vattendrag innan det når havet efter 274 kilometer. Avrinningsområdet består mestadels av skog (63 procent). Avrinningsområdet har 1,27 kvadratkilometer vattenytor vilket ger det en sjöprocent på 19,9 procent.